# Ceylonthelphusa diva
Ceylonthelphusa diva е вид ракообразно от семейство Gecarcinucidae. Видът е застрашен от изчезване.

## Разпространение
Разпространен е в Шри Ланка.